# Anisodes expunctaria
Anisodes expunctaria är en fjärilsart som beskrevs av Walker 1859. Anisodes expunctaria ingår i släktet Anisodes och familjen mätare. Inga underarter finns listade i Catalogue of Life.